# Patrick Zierott
Patrick Zierott (* 25. Juni 1966) ist ein ehemaliger deutscher Fußballspieler.

## Sportlicher Werdegang
Zierott spielte für den TuS Lingen in der Landesliga Niedersachsen und der Verbandsliga Niedersachsen. Als Aufsteiger erreichte der Mittelfeldspieler mit der Mannschaft als Vizemeister der Verbandsligasaison 1990/91 hinter Kickers Emden die Aufstiegsrunde zur Oberliga Nord, mit fünf Punkten aus sechs Spielen wurde hinter Aufsteiger OT Bremen und dem VfL 93 Hamburg der Durchmarsch verpasst. Zierott hatte jedoch höherklassig auf sich aufmerksam gemacht und wechselte zum Nord-Oberligisten VfL Herzlake in die dritte Liga. Unter Trainer Rob Groener war er dort direkt Stammspieler, der Klub rutschte jedoch in den Abstiegskampf. Auch nach einem Trainerwechsel zu Rainer Persike gehörte er weitgehend zum Stamm, rückte aber im letzten Saisondrittel zeitweise auf die Ersatzbank. In der Spielzeit 1992/93 avancierte er zum regelmäßigen Torschützen und war mit elf Toren in 30 Saisonspielen eine der führenden Kräfte, als der Klub Oberligameister wurde. In der Aufstiegsrunde zur 2. Bundesliga kam er anschließend in allen acht Partien zum Einsatz, ohne Sieg rangierte der Klub dort jedoch auf dem letzten Rang und verpasste den Sprung in die 2. Bundesliga deutlich.
Zierott wechselte im Sommer 1993 innerhalb der Oberliga Nord zum VfB Oldenburg, der aus der 2. Bundesliga abgestiegen war. Auch hier war er in der Spielzeit 1993/94 unumstrittener Stammspieler unter Wolfgang Steinbach und dessen Nachfolger Horst Wohlers – einzig nach seinem Platzverweis beim 2:1-Auswärtserfolg beim 1. SC Norderstedt am 19. Spieltag verpasste er die folgenden drei Spiele aufgrund einer Sperre. Lange Zeit stand er mit dem Klub im Rennen um den Wiederaufstieg, nach nur einem Punkt aus den letzten fünf Saisonspielen rutschte er mit der Mannschaft im Endklassement auf den sechsten Platz ab. Damit hatte sich der Klub jedoch für die neu eingeführte Regionalliga Nord qualifiziert. Dort rückte er unter Wohlers zunächst ins zweite Glied, ehe er Mitte Oktober 1994 nach dem Vorwurf, ein Leserbrief in der Nordwest-Zeitung mit Kritik an Trainer und Vorstand des Vereins stamme aus seiner Feder, suspendiert wurde. In der Folge spielte er zeitweise bei der Amateurmannschaft, wo er einer der Leistungsträger war und daher im April beschlossen wurde, dass er für die Spielzeit 1995/96 wieder in den Kader der Regionalligamannschaft zurückkehren dürfe. Im Sommer 1995 übernahm Hubert Hüring den Cheftrainerposten, unter dem er wieder einen Stammplatz im Mittelfeld einnahm. Einzig durch Sperren nach fünf gelben Karten sowie nach einem Platzverweis kam der Spielmacher nicht zum Zuge, ehe er sich beim 2:0-Heimsieg gegen TuS Celle FC am 29. Spieltag eine Knieverletzung zuzog. Beim 3:1-Auswärtssieg bei Holstein Kiel am vorletzten Spieltag wurde er kurz vor Schluss eingewechselt, als der Klub vorzeitig den mit dem Aufstieg in die 2. Bundesliga verbundenen Meistertitel klarstellte und den überragenden Leistungsträger damit ehren wollte. In der Zweitligasaison 1996/97 kam er im ersten Saisondrittel nur unregelmäßig zum Einsatz und wurde nach mehreren Wochen ohne Spielpraxis bei der 1:7-Niederlage bei Fortuna Köln bei seinem sechsten Zweitligaspiel für Jan Urban eingewechselt. Anschließend wurde er neben dem vom SV Wilhelmshaven im Sommer verpflichteten Frank Claaßen suspendiert, Anfang Januar löste der Verein jeweils die Verträge auf.
Mitte Januar 1997 kehrte Zierott in die Regionalliga Nord zurück, wo er sich dem SV Atlas Delmenhorst anschloss. Mit vier Toren in elf Saisonspielen trug er zum Klassenerhalt des Klubs am Ende der Spielzeit 1996/97 bei. Im Sommer wechselte er innerhalb der Spielklasse zu Kickers Emden, wo Trainer Alfons Weusthof regelmäßig auf ihn setzte. Vor Beginn der Spielzeit 1997/98 kam es beim finanziell geplagten Klub zu einem Umbruch, Zierott blieb dem Klub jedoch treu. Zwei Wochen vor dem ersten Saisonspiel zog er sich jedoch einen Kreuzbandriss zu und fiel längerfristig aus, nach seiner Rückkehr blieb er mit dem Klub jedoch erfolglos und musste aus der dritten Liga absteigen.
Bereits im Frühjahr 1999 hatte Zierott die Rückkehr zum VfB Oldenburg vereinbart. Der Klub geriet während der Spielzeit 1999/2000 in eine finanzielle Schieflage und konnte seit Oktober die Gehälter nicht bezahlen. Ende Februar 2020 gehörte er zu einer Reihe von Spielern, die ihre Verträge fristlos kündigten und sich arbeitslos meldeten. Unter anderem beim Barnstorfer SV und BW Bümmerstede ließ er seine aktive Laufbahn anschließend ausklingen.
Später war Zierott im Amateurfußball als Trainer tätig. Dabei betreute er zeitweise die Reservemannschaft des VfB Oldenburg, im Frühjahr 2014 gab er das Amt auf. In der Regionalliga-Nord-Spielzeit 2018/19 gehörte er zum Trainerteam des SSV Jeddeloh.